# Yes (álbum de Pet Shop Boys)
- Nota: Para outros significados da expressão Yes, consulte Yes (desambiguação).

Yes é o décimo álbum de estúdio da dupla musical britânica Pet Shop Boys, lançado a 23 de Março de 2009. O disco atingiu o nº 32 da Billboard 200 e o nº 3 do Top Electronic Albums.

## Faixas
Todas as faixas por Neil Tennant e Chris Lowe, exceto onde anotado.
1. "Love etc." (Pet Shop Boys, Xenomania) - 3:32
2. "All Over The World" (Pet Shop Boys, Tchaikovsky) - 3:50
3. "Beautiful People" - 3:41
4. "Did You See Me Coming?" - 3:42
5. "Vulnerable" - 4:50
6. "More Than a Dream" (Pet Shop Boys, Xenomania) - 4:58
7. "Building a wall" - 3:49
8. "King of Rome" - 5:31
9. "Pandemonium" - 3:42
10. "The Way It Used To Be" (Pet Shop Boys, Xenomania) - 4:43
11. "Legacy" - 6:22